# روث وليامز (لاعبة كرة قاعدة)
روث وليامز (بالإنجليزية: Ruth Williams)‏ هي لاعب كرة قاعدة أمريكية، ولدت في 12 فبراير 1926 في Nescopeck, Pennsylvania ‏ في الولايات المتحدة، وتوفيت في 10 فبراير 2005 في أمبلر في الولايات المتحدة.